# Close Enough for Rock 'n' Roll
Close Enough for Rock 'n' Roll är ett musikalbum av hårdrocksgruppen Nazareth som släpptes 1976. Albumet är lite mer varierat än deras tidigare album och innehåller flera andra influenser än bara hårdrock. Ljudbilden drar åt AOR. Skivan producerades av Manny Charlton, gruppens gitarrist.

## Låtlista
1. "Telegram" - 7:46
2. "Vicki" - 2:24
3. "Homesick Again" - 4:30
4. "Vancouver Shakedown" - 4:04
5. "Born Under The Wrong Sign" - 3:56
6. "Loretta" - 3:18
7. "Carry Out Feelings" - 3:18
8. "Lift The Lid" - 3:51
9. "You're The Violin" - 4:43

## Listplaceringar
- Billboard 200, USA: #24[1]
- Topplistan, Sverige: #9[2]